# (254749) Kurosawa
(254749) Kurosawa – planetoida pasa głównego. Została odkryta 10 sierpnia 2005, a jej odkrywcą jest Bernard Christophe. (254749) Kurosawa okrąża Słońce w ciągu 4,35 roku w średniej odległości 2,66 j.a.
Planetoidzie tej nadano nazwę pochodzącą od nazwiska japońskiego reżysera filmowego Akiry Kurosawy (1910–1998).
Planetoida ta nosiła wcześniej tymczasowe oznaczenie 2005 PE6.